# Maurice Leblanc (Ingenieur)

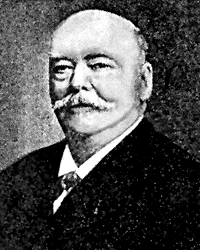
Maurice Leblanc

Charles Léonard Armand Maurice Leblanc (* 2. März 1857 in Paris; † 27. Oktober 1923) war ein französischer Elektroingenieur.
Nach seiner elektrotechnischen Ausbildung an der École polytechnique in Paris arbeitete er kurzzeitig bei der Eisenbahn.
Danach beschäftigte er sich hauptsächlich mit der Verbesserung von Elektromotoren und Generatoren. Er erfand eine verbesserte Vakuumpumpe und arbeitete auch im Bereich von Kühlung.
Ab 1875 untersuchte er die Trägheit des menschlichen Auges bei schnellen Abtastvorgängen, um farbige Bilder elektrisch zu übertragen.
Am 1. Dezember 1880 veröffentlichte er den Artikel Etude sur la transmission électrique des impressions lumineuses in der La Lumière électrique, in dem er die fünf Grundfunktionen eines Fernsehsystems aufführte:
- Einen Wandler zur Umwandlung von Licht in Elektrizität
- Einen Scanner, um das Bild in seine Bestandteile zu zerlegen
- Eine Methode zur Synchronisation von Sender und Empfänger
- Ein Mittel, die elektrischen Signale in Licht zurückzuwandeln
- Einen Bildschirm, um das Bild zu betrachten

Das Abtastsystem wollte er mit einem Prisma zur Zerlegung des Lichts in die sieben Spektralfarben, Spiegeln und Schlitzblenden realisieren. Eine Selenzelle je Spektralfarbe sollte dann ein Relais ansteuern.
1903–09 war er Professor für Elektrotechnik an der Ecole des mines. Am 25. November 1918 wurde er Mitglied der Académie des sciences.